# Hyundai Genesis
Dieser Artikel wurde auf der  Qualitätssicherungsseite des Portals Auto und Motorrad eingetragen. 
Bitte hilf mit, ihn zu verbessern, und beteilige dich an der Diskussion. (+)
Der Hyundai Genesis ist eine Limousine der oberen Mittelklasse des Autoherstellers Hyundai Motor Company. Er wurde am 8. Januar 2008 in Südkorea präsentiert und ist die Serienversion einer 2007 vorgestellten Studie gleichen Namens.
Das Hyundai Genesis Coupé ist ein Coupé auf Basis der Limousine und wird der oberen Mittelklasse zugerechnet. Die Serienversion wurde auf der New York International Auto Show 2008 (21. bis 30. März) präsentiert, nachdem die Studie Hyundai Genesis Coupé Concept bereits 2007 auf mehreren nordamerikanischen Automobilmessen, wie etwa der LA Auto Show, zu sehen war.
Der Hyundai Genesis Prestige ist eine durch bessere Ausstattung aufgewertete Limousine auf Basis des Hyundai Genesis, auch eine Version mit verlängertem Radstand war geplant. Die Spitzenmotorisierung ist ein Fünfliter-V8-Ottomotor. Der Hyundai Genesis Prestige wurde ab Herbst 2009 im Heimatmarkt wieder unter dem Namen Hyundai Equus verkauft und löste den in die Jahre gekommenen Equus ab.
Zwischen Sommer 2014 und Frühjahr 2017 wurde die zweite Generation des Genesis auch in Deutschland verkauft.

## Entwicklung

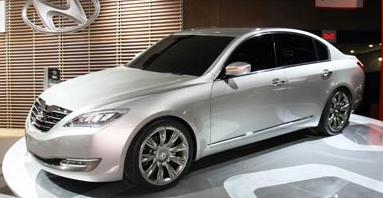
Hyundai Genesis Concept

Im März 2007 beim New York International Auto Show wurde die Konzeptstudie „Genesis Concept“ vorgestellt. Hyundai gab an, sich für die Entwicklung des Genesis nur mit den Besten der Besten verglichen zu haben, und nannte den Lexus GS, den BMW 5er und die Mercedes-Benz E-Klasse. Tatsächlich ist das Fahrzeug mit zahlreichen technischen Highlights, wie Hyundais erstem selbst entwickelten 4,6-Liter-V8-Ottomotor, dem ersten Abstandsregeltempomat und dem ersten Kurvenlicht in einem Hyundai ein Meilenstein in der Geschichte dieses Automobilherstellers.

### Entwicklungskosten
Die Entwicklungskosten für den Genesis beliefen sich laut Hyundai auf rund 600 Mio. US-Dollar, was ungefähr dem Dreifachen der Entwicklungskosten für den Hyundai Santa Fe der zweiten Generation (CM; 190 Mio. US-Dollar) entspricht.

## Genesis (BH, 2008–2013)

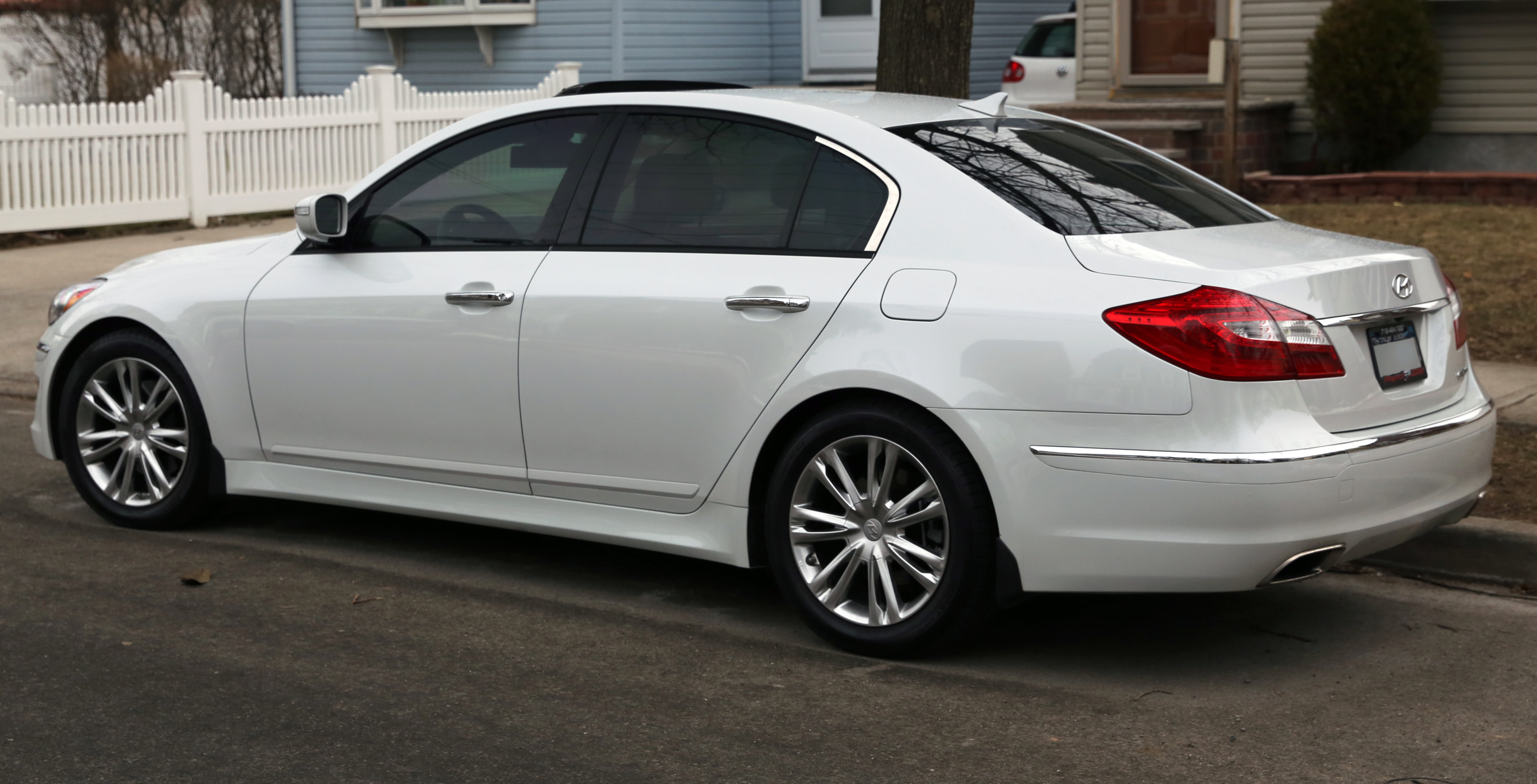
Heckansicht

### Motorisierungen
Der Genesis war zum Marktstart mit zwei V6-Ottomotoren erhältlich, während der oben erwähnte V8 im Laufe des Jahres 2008 das Modellprogramm ergänzte;
- 3,3 Liter Lambda II V6 (bekannt aus Hyundai Santa Fe, Hyundai Sonata und Hyundai Grandeur) mit (modellexklusiv) 193 kW (262 PS)
- 3,8 Liter Lambda II V6 (bekannt aus Hyundai Grandeur, Hyundai Veracruz, Hyundai Entourage) mit (modellexklusiv) 213 kW (290 PS)
- 4,6 Liter Tau V8 (neu entwickelt, zuvor in keinem anderen Modell eingesetzt) mit (seit 2010) 283 kW (385 PS)

### Technische Besonderheiten im Vergleich zum Vorgänger
Bei allen Ottomotoren ist eine Nockenwellenverstellung mit variablen Steuerzeiten der Ventile eingebaut, was den Benzinverbrauch bei gleichzeitig höherer Leistung senkt.
Außerdem ist der Hyundai Genesis das erste Fahrzeug der Marke, welches zumindest gegen Aufpreis mit folgenden Merkmalen erhältlich sein wird:
- Sechs-Stufen-Automatik Shiftronic 6-speed (3,3-l- und 3,8-l-Sechszylinder: von Aisin Seiki, 4,6-l-Achtzylinder: Automatik von ZF): höherer Komfort und geringerer Verbrauch, da der Fahrer mehr Übersetzungen zur Verfügung hat und den Motor bei höherer Last und geringerer Drehzahl betreiben kann
- Abstandsregeltempomat Smart Cruise Control: Das Auto hält automatisch (per Radar) einen vorgegebenen Abstand zum vorausfahrenden Fahrzeug ein
- Amplitude Selective Damping (ASD) (von Sachs)[1]: Höherer Komfort und Anpassung der Bodenfreiheit bei höheren Geschwindigkeiten zur Verringerung des Luftwiderstandes
- Adaptives und statisches Kurvenlicht: Scheinwerfer lenken in der Kurve mit und leuchten so die Straße besser aus
- Hinterradantrieb und Frontmotor, statt Frontmotor und -antrieb
- Elektronisch gesteuerte aktive Kopfstütze: Bisher nur bei einigen Mercedes-Benz-, BMW- und Lexus-Modellen erhältlich; ist eine Weiterentwicklung des bisherigen mechanischen Systems und vermindert die Gefahr eines Schleudertraumas durch kürzere Auslösezeiten effektiver
- Infotainmentsystem von Harman/Becker Automotive Systems mit zentralem Multimedia-Dreh-Drück-Schiebe-Steller/Controller (entspricht ungefähr dem iDrive von BMW, dem MMI von Audi oder dem Comand von Mercedes) und vereint verschiedene Fahrzeugfunktionen, die für den Betrieb des Autos nicht notwendig sind, in einer zentralen Bedieneinheit, welche meist ein oben beschriebener Controller darstellt. In Verbindung mit einem in oder oberhalb der Mittelkonsole installierten Bildschirm (beim Genesis auf Höhe der Armaturen angebracht), der die Navigation durch die Menüs ermöglicht, wird die Anzahl der Tasten stark verringert
- Verstellbare Stoßdämpfer: Der Fahrer kann zwischen drei verschiedenen Fahrmodi (meist Komfort, Normal, Sport) wählen und auf diese Weise die Abstimmung des Fahrzeugs (Komfort, Seitenneigung, Agilität …) feinjustieren
- elektrische Parkbremse (EPB) der Fa. Küster ACS

### Sicherheit
Folgende, teils bereits erwähnte Ausstattungsmerkmale des Hyundai Genesis verbessern die aktive Sicherheit:
- ABS (Antiblockiersystem): Verhindert das Blockieren der Räder bei einem Bremsvorgang und erhält so die Lenkbarkeit des Fahrzeugs
- ESC (Elektronisches Stabilitätsprogramm): Wertet die Radumdrehungen der einzelnen Räder pro Zeitspanne aus und erkennt ein drohendes Übersteuern beziehungsweise Untersteuern und wirkt diesen instabilen Fahrzuständen durch gezielte Bremseingriffe an 1–3 Rädern sowie durch Drosselung der Motorleistung entgegen
- Kurvenlicht: Sensoren erkennen den Betrag des Lenkeinschlages und die Hauptscheinwerfer lenken dementsprechend elektronisch und bis zu einem Winkel von 15° die Kurve besser aus; Vorteil: Weniger wichtige Bereiche außerhalb der Fahrbahn werden nicht mehr beleuchtet, wichtige, zuvor unbeleuchtete Dinge wie zum Beispiel Wildtiere auf einer Landstraße werden früher erkannt.
- SCC (Smart Cruise Control; Abstandsregeltempomat): Entspricht ungefähr dem ACC von Mercedes-Benz; das Fahrzeug „erkennt“ per Radar den Abstand zum vorausfahrenden Fahrzeug und passt ihn dem zuvor eingestellten Sollwert durch Bremseingriffe an, Auffahrgefahr wird vermindert
- TCS (Traction Control System Antriebsschlupfregelung (Traktionskontrolle)): Wertet die Radumdrehungen der einzelnen Räder pro Zeitspanne aus und erkennt Schlupf (beispielsweise verursacht durch glatten Untergrund) und versucht, die Antriebskraft des durchdrehenden Rades auf ein Rad mit höherer Bodenhaftung umzuleiten. Falls das nicht möglich ist (zum Beispiel auf Eis), erfolgt je nach Programmierung früher oder später ein Bremseingriff; aufgrund der Funktion und der dafür benötigten Komponenten ist das TCS stark mit dem ESP verknüpft

Passive Sicherheit:
- Acht Airbags: Zwei Front-, vier Seiten- und zwei über alle Sitzreihen reichende Kopf- oder sogenannte Windowbags
- Elektronisch gesteuerte aktive Kopfstützen für die Frontpassagiere: Vermindert die Gefahr eines Schleudertraumas bei einem Heckaufprall durch „Entgegenkommen“ der Kopfstützen
- Seitenaufprallschutz: Verstrebungen aus hochfestem Stahl in allen vier Türen; Seite wird stabiler, das Auto hält einem Seitenaufprall besser stand, Überlebensraum der Insassen wird erhalten
- Sicherheitsfahrgastzelle: Stellt die Karosserie des Fahrzeugs ohne Knautschzonen dar, die im Falle eines Zusammenstoßes zusammengedrückt werden; hat vor allem die Aufgabe, den Überlebensraum der Fahrzeuginsassen zu wahren und Verletzungen durch in den Fahrgastraum gedrückte Fahrzeugteile zu verhindern

#### Crashtest
Der Hyundai Genesis wurde bisher in internen, chinesischen und nach US-NCAP-Norm durchgeführten Crashtests getestet.
Bei letzteren erreichte er in allen Crashtests (Frontal- und Seitenaufprall sowie Überschlaggefahr) die bestmögliche Bewertung von 5 Sternen.

### Geplante Stückzahlen und Preise
Für das erste Verkaufsjahr (2008) waren 35.000 Einheiten für den Heimatmarkt Südkorea und 20.000 Fahrzeuge für den Export (zum Beispiel in die USA) geplant. Für das folgende 35.000 für Südkorea und 45.000 für das Ausland.
In den USA sollten die Preise für die Limousine bei 32.250 US-Dollar für den 3,8-l-V6 und 37.250 US-Dollar für den V8 beginnen. Für den 3,3-l-V6 wurde kein Startpreis bekanntgegeben.

### Diverses
Für den asiatischen Markt hat Hyundai wie schon beim Equus ein eigenes Logo für den Genesis entworfen.
Auf der NAIAS 2008 in Detroit standen ebenfalls zwei Versionen des Hyundai Genesis – einer mit Hyundai-Logo im Grill und am Heck, ein anderer ohne Emblem vorne und am Heck als Genesis.
Mit der Präsentation auf dem Pariser Autosalon stand erstmals ein Hyundai Genesis auf einer Automobilmesse in Europa. Hyundai wollte damit die Reaktionen des europäischen Publikums einfangen, um herauszufinden, wie groß die Chancen auf eine erfolgreiche Markteinführung in Europa waren.
Auf direkten Wunsch des südkoreanischen Präsidenten Lee Myung-bak bot Hyundai ab 2010 den neuen Genesis Prestige in der Langversion auch als kugelsichere Limousine an; es war der erste in Südkorea produzierte kugelsichere PKW.

## Genesis (DH, 2014–2017)

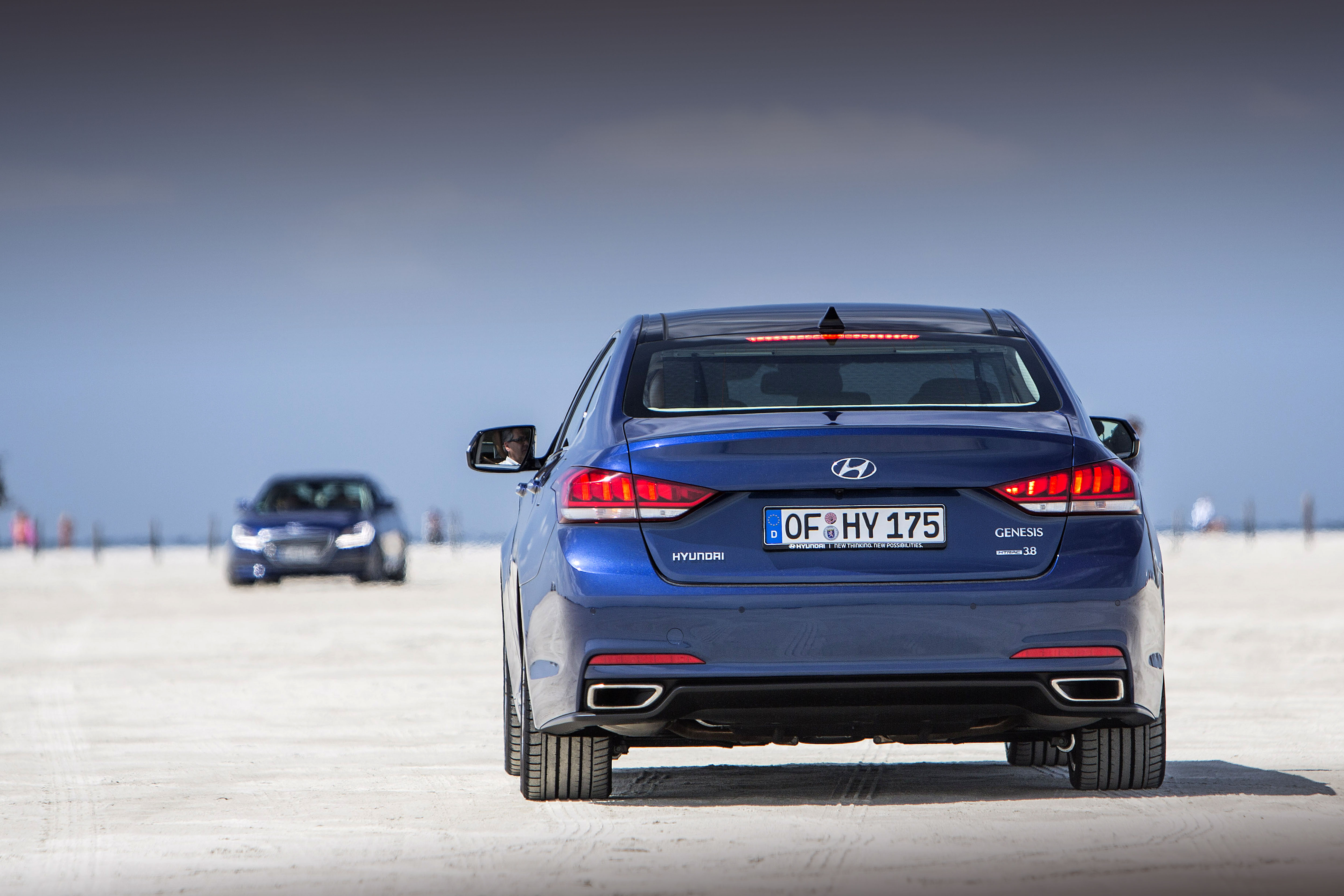
Heckansicht

Die zweite Generation des Genesis wurde durch die Konzeptstudie Hyundai HCD-14 Genesis beim NAIAS im Herbst 2013 angekündigt. Das Serienfahrzeug wurde in Seoul und kurze Zeit später bei der North American International Auto Show 2014 vorgestellt.
Drei Sechszylinder- und ein Achtzylinder-Ottomotoren (Lambda 3.0 GDi, Lambda 3.3 GDi, Lambda 3.8 GDi und Tau 5.0 GDi) standen zur Wahl mit Heck- oder Allradantrieb sowie einer Achtstufen-Automatik.
Zwischen September 2014 und März 2017 wurde die Limousine auch in Deutschland angeboten. Hier stand nur der 3,8 Liter große V6 zur Verfügung, der 232 kW (315 PS) leistet und ausschließlich über Allradantrieb (HTRAC) verfügt. Das Allradsystem, mit 75 Kilogramm Gewicht, verfügt über ein elektronisch gesteuertes Verteilergetriebe mit Mehrscheibenkupplung und aktiver Drehmomentkontrolle. Es verteilt die Antriebskraft variabel zwischen Vorder- und Hinterrädern. Im Normalmodus beträgt die Kraftverteilung 40:60 Prozent, je nach Anforderung und Fahrmodus kann die Motorkraft jedoch auch bis zu jeweils 100 Prozent nach vorne oder hinten gelangen.
Die Preise begannen bei 65.500 Euro.
Seit 2016 wird das Modell unter der neuen Marke Genesis der Hyundai Motor Group als Modell G80 vermarktet.
- Das Modell bietet eine umfangreiche Serienausstattung
  - ein Smart-Key-System für den schlüssellosen Zugang
  - ein Premium-Soundsystem von Lexicon mit 17 Lautsprechern und jeweils einem USB-Anschluss vorne und hinten
  - eine Dreizonen-Klimaautomatik
  - Sonnenrollos an Heck- und hinteren Seitenfenstern
  - Memory-Funktion für die Einstellung von Sitzen, Lenkrad und Außenspiegeln
  - Head-up-Display, das wichtige Informationen in hoher Auflösung direkt ins Sichtfeld des Fahrers auf die Windschutzscheibe projiziert
  - Zwischen Geschwindigkeitsanzeige und Drehzahlmesser ist ein hochauflösendes 7-Zoll-Display platziert, das unter anderem die umfangreichen Angaben des Fahrerinformationssystems zeigt
  - 9,2 Zoll großer Touchscreen des gleichfalls serienmäßigen Navigationssystems
  - und zahlreiche Assistenzsysteme sorgen für Sicherheit z. B. ein CO2-Sensor warnt vor Übermüdung und sorgt für frische O2-haltige Luft im Innenraum

Die Genesis Sportlimousine erhielt sowohl den „iF Design Award 2014“ als auch den „Red Dot Award 2014“ in der Kategorie Produktdesign, zwei der weltweit angesehensten Preise.
Technische Daten in Deutschland
|                                             | Genesis 3.8 V6 GDI       |
| Bauzeitraum                                 | 09/2014–03/2017          |
| Motorkenndaten                              |                          |
| Motortyp                                    | V6-Ottomotor             |
| Hubraum                                     | 3778 cm³                 |
| max. Leistung bei min−1                     | 232 kW (315 PS) / 6000   |
| max. Drehmoment bei min−1                   | 397 Nm / 5000            |
| Kraftübertragung                            |                          |
| Antrieb                                     | Allradantrieb            |
| Getriebe, serienmäßig                       | 8-Gang-Automatikgetriebe |
| Messwerte                                   |                          |
| Höchstgeschwindigkeit                       | 240 km/h                 |
| Beschleunigung, 0–100 km/h                  | 6,8 s                    |
| Leergewicht                                 | 2150 kg                  |
| Kraftstoffverbrauch auf 100 km (kombiniert) | 11,6 Liter Super         |
| CO2-Emissionen (kombiniert)                 | 270 g/km                 |
| Abgasnorm                                   | Euro 6                   |

## Genesis Coupé (BK, 2008–2015)

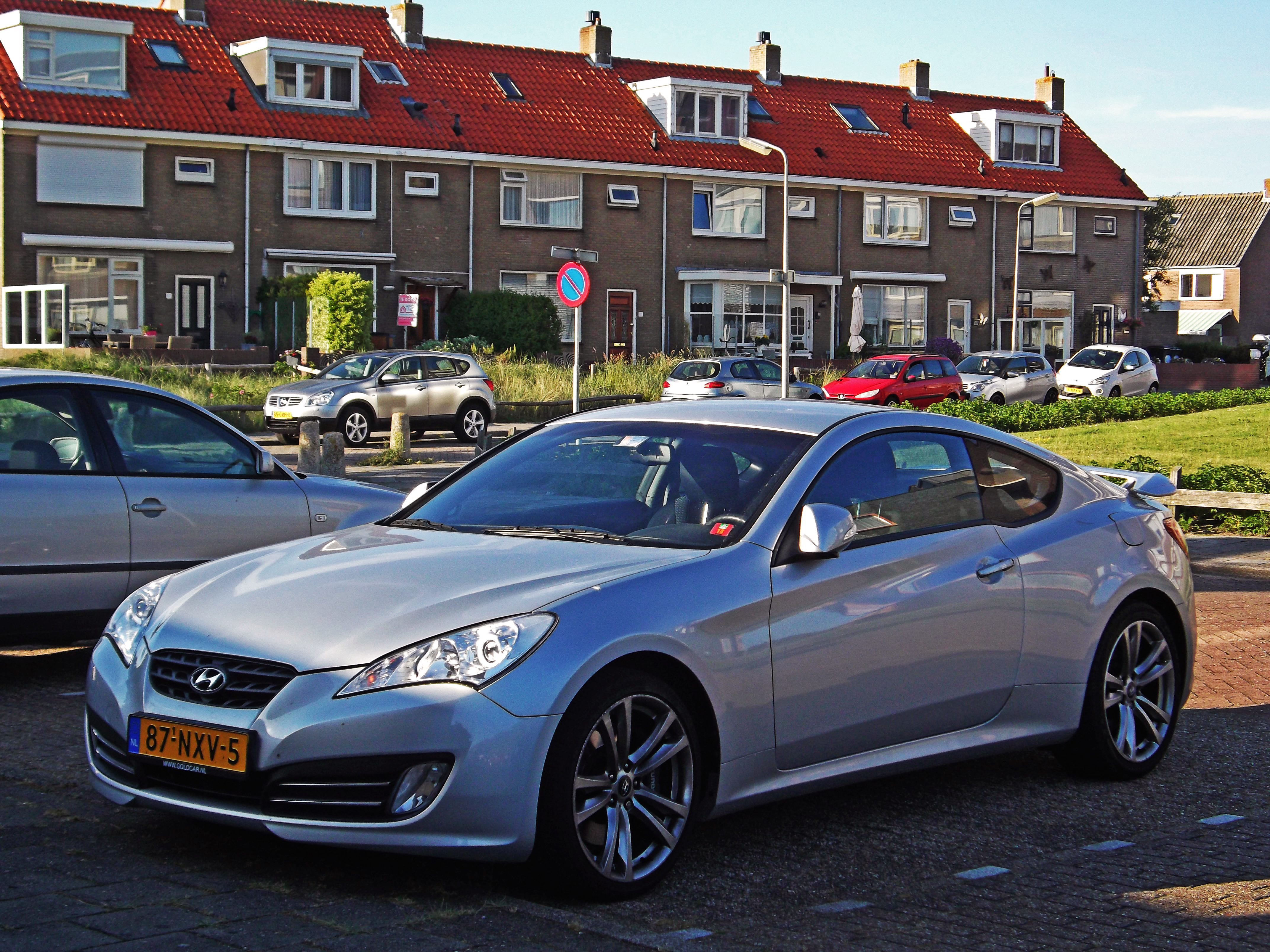
Hyundai Genesis Coupé (2008–2012)

Das Coupé gab es von 2008 bis 2016. Zur Wahl standen ein Vierzylinder-Reihenmotor mit 2 Liter Hubraum, Turbolader und 157 kW Leistung sowie ein V6-Motor mit 3,8 Liter Hubraum und 223 kW Leistung. Der Radstand beträgt 2820 mm. Das Fahrzeug ist 4630 mm lang, 1865 mm breit und 1385 mm hoch. Das Leergewicht ist mit 1570 bis 1615 kg angegeben.

### Concept-Car

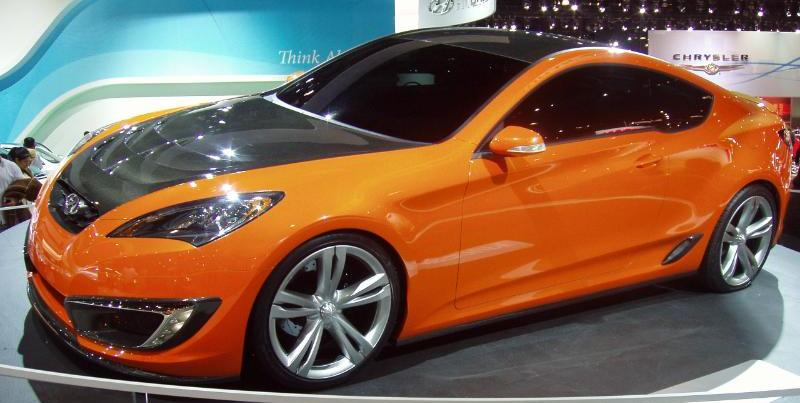
Genesis Coupé als Concept-Car

Nachdem Hyundai mehrfach den Genesis angekündigt und als Studie auf Automobilmessen gezeigt hatte, war auf der LA Auto Show auch erstmals das Hyundai Genesis Coupé Concept zu sehen.
Diese Studie fiel vor allem durch die orange Lackierung, große Lufteinlässe, aggressives Scheinwerfer- und Rückleuchtendesign, eine markante Sicke in der Fensterlinie sowie durch eine von Lufteinlässen zerklüftete Motorhaube aus kohlenstofffaserverstärktem Kunststoff auf. Schon bei der Studie sorgte der 3,8-l-V6-Aluminium-Benzinmotor mit variabler Ventilsteuerung für den Vortrieb.

### Serienversion

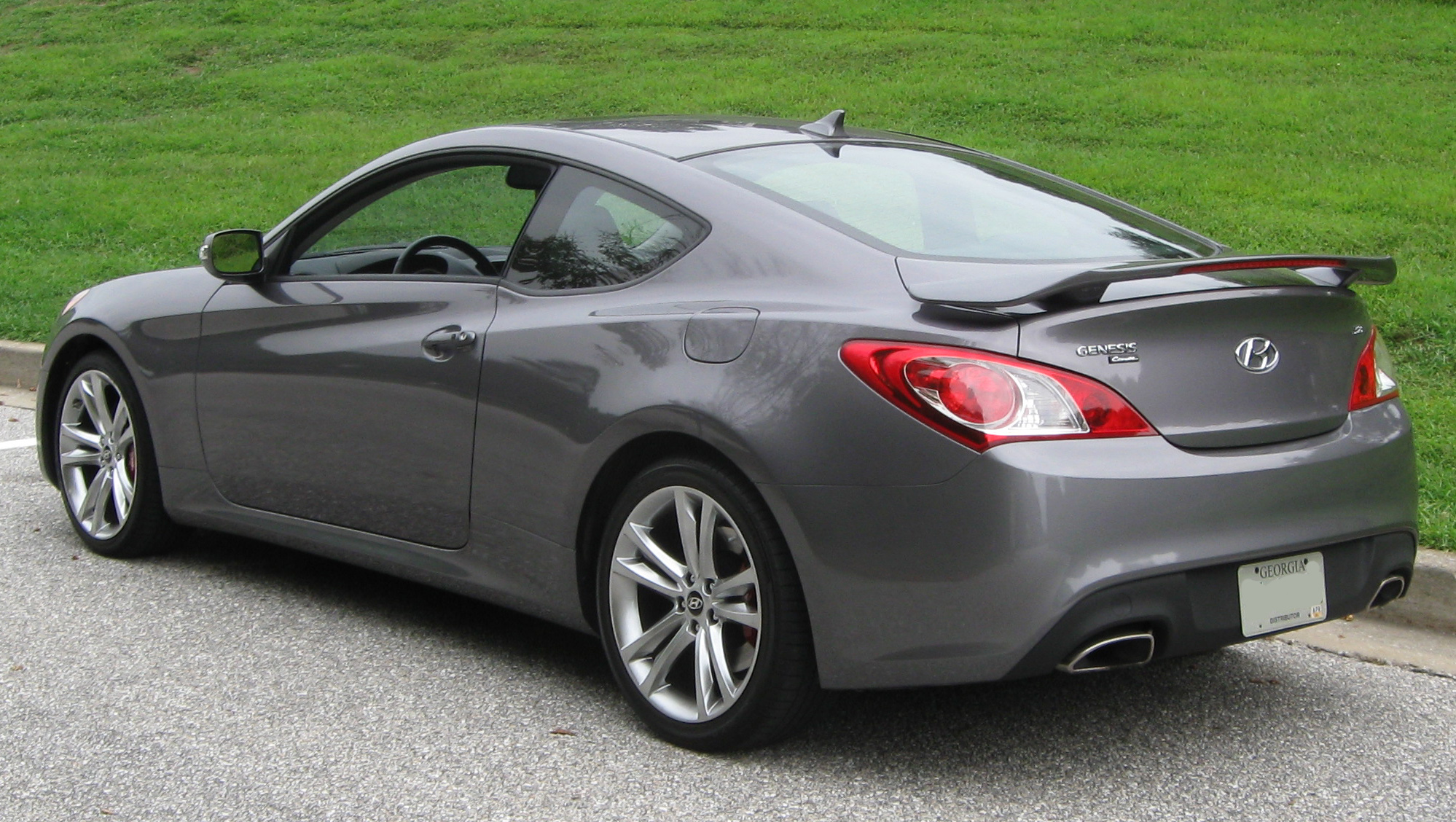
Heckansicht

Die Serienversion des Genesis Coupé behält die dynamische Linienführung der Konzeptstudie bei.
Die Leuchtengrafik der Frontscheinwerfer wurde überarbeitet, die Grundform blieb aber auch hier erhalten. Für ein sportliches Erscheinungsbild, das sich insgesamt nur marginal von der Studie unterscheidet, sorgen die zugespitzte Front, die durch Blechkanten auf der Motorhaube angedeutet wird, in Verbindung mit zwar verkleinerten, aber immer noch großen Lufteinlässen an der Front, sowie die aus der Studie übernommene Sicke in der Seitenlinie und kaum veränderte Heckleuchten.
Markteinführung
Die offizielle Präsentation der Serienversion fand im Rahmen der New York International Auto Show am 21. März 2008 statt.
Der Verkauf startete im Frühjahr 2009 auf dem nordamerikanischen Markt. Die Preise begannen bei $ 22.250 (€ 16.250) für den 2,0 l, sowie $ 26.750 (€ 19.550) für den 3,8 V6 und blieben bislang stabil.
Ab Herbst 2010 wurde das Genesis Coupé auch auf dem deutschen Markt angeboten. Die Preise reichten von € 29.990 für den 2,0-l-Turbo bis € 34.990 für den 3,8-l-V6. Das Coupé gab es nur in einer Ausstattungsvariante pro Motorisierung. Die Optionen umfassten neben der Metallic- oder Mineraleffektlackierung (€ 590) für beide Modelle noch das Plus-Paket (€ 1.740) für den 2,0 Liter und das Sechsstufen-Automatikgetriebe mit Schaltwippen am Lenkrad (€ 1.975) für den V6. Rein äußerlich unterscheiden sich die deutschen Modelle nur durch den Heckflügel (nur die V6-Variante wird damit ausgeliefert).
Die Preisgrenze von 25.000 € für das Basismodell, von der zunächst die Rede war, wurde deutlich überschritten.
Gebaut wurde das Genesis Coupé im koreanischen Ulsan, dem weltweit größten Automobilwerk.

### Sonderversionen
Zur Markteinführung 2010 präsentierte Hyundai zwei Modelle des Genesis Coupés auf der Essen Motor Show, die durch Mansory veredelt worden waren. Diese Designstudien sollten zeigen, was mit der Plattform alles möglich war. Ein Modell war weiß, eines in Chamäleon-Effekt-Lackierung.

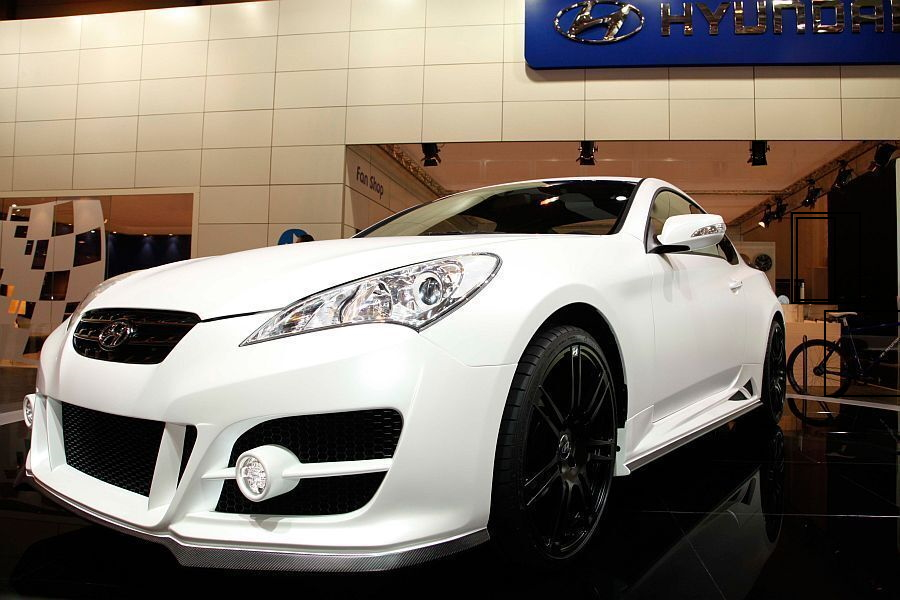
Mansory Genesis Coupé in weiß

Hyundai Motor Deutschland legte im Herbst 2011 eine auf 50 Exemplare limitierte Sonderserie des Genesis Coupé GT auf. Das Sondermodell ist unter anderem mit OZ Ultraleggera 19-Zoll-Leichtmetallrädern und einer Bosi-Vierrohr-Auspuffanlage ausgestattet, 30 Millimeter tiefergelegt und nur in Sleek-Silver-Lackierung mit einer blauen Folierung erhältlich. Die Folierung ist eine Abwandlung des Foliendesigns des Genesis Coupés von Schumann Motorsport, das erstmals 2011 beim 24-Stunden-Rennen am Nürburgring einen Renneinsatz erlebte.
Ein Einzelexemplar mit dem V8-GDI-Motor der Genesis-Limousine stellte das Rhys Millen-Racing-Team auf der amerikanischen SEMA-Show im November 2011 vor. Mit Kühlern für Ölkreislauf und Hinterachsdifferenzial kann der Motor die Verbrennung größerer Benzinmengen verkraften und dadurch 15 kW mehr leisten, insgesamt nun 330 kW (449 PS). Das sonst nur mit Carbon- und Interieur-Teilen veränderte Fahrzeug soll auf die Tuningprodukte des Anbieters aufmerksam machen. Eine Serienproduktion war nicht vorgesehen, die Veränderungen konnten jedoch als Bausatz von amerikanischen Händlern eingebaut werden. Der Bezug zu Rhys Millen entspringt dessen Teilnahme am Pikes Peak-Rennen 2010 mit einer umfassend gestärkten Variante des Serien-V6-Motors (siehe Details). Er fährt seitdem regelmäßig für Hyundai, nachdem die Zusammenarbeit mit japanischen Herstellern um 2005 endete.
Einen anderen Ansatz nimmt der Genesis Hurricane SC (SuperCharged). Ebenso auf der SEMA-Show 2011 vorgestellt, arbeitete Hyundai hierfür selbst mit mehreren Tuning-Herstellern zusammen. Geändert wurden Optik, Fahrwerk und der Antrieb. Dieser leistet wie der des RM 500 330 kW (450 PS), basiert jedoch auf dem Serien-V6. Dieser wurde mit Kompressor, durchsatzkräftigeren Einspritzdüsen und Ölpumpen, sowie Öl-, Differential- und Servopumpenkühlung ausgestattet. Zusätzlich wurden Ansaugtrakt und Abgasstrang für den Luftmehrbedarf durch angepasste Varianten ersetzt. Hyundai entwickelte das Fahrzeug zur Sammlung von Erfahrungen, die es in späteren Modellgenerationen anwenden möchte. Eine Serienfertigung wurde nicht erwogen, einige der Bauteile sind jedoch auf manchen Märkten von den jeweiligen Anbietern erhältlich.

### Sicherheit

#### Aktiv
Für die aktive Sicherheit sorgen ein ESP in Verbindung mit einer Traktionskontrolle und einem Antiblockiersystem. Dazu werden eine elektronische Bremskraftverteilung, ein Bremskraftverstärker und ein Bremsassistent für effizientere Bremsmanöver sorgen.
Bremsen allgemein
- Zweikreis-Diagonal-Bremsanlage, servounterstützt,
- elektronisch geregeltes 4-Kanal-Antiblockiersystem
- mit elektronischer Bremskraftverteilung (EBV);
- Bremsassistent; Traktionskontrolle (TCS);
- elektronisches Stabilitätsprogramm (ESP)

Bremsen vorne
- Innenbelüftete Scheibenbremsen
- Durchmesser: 345 mm
- mit einem 4-Kolben-Festsattel

Bremsen hinten
- Innenbelüftete Schwimmsattel-Schreibenbremsen,
- Durchmesser: 314 mm

#### Passiv
Das Genesis Coupé ist mit sechs standardmäßigen Airbags, einer Sicherheitsfahrgastzelle, aktiven Kopfstützen, Gurtstraffern und Gurtkraftbegrenzern ausgestattet.

### Modellpflege (BK2)

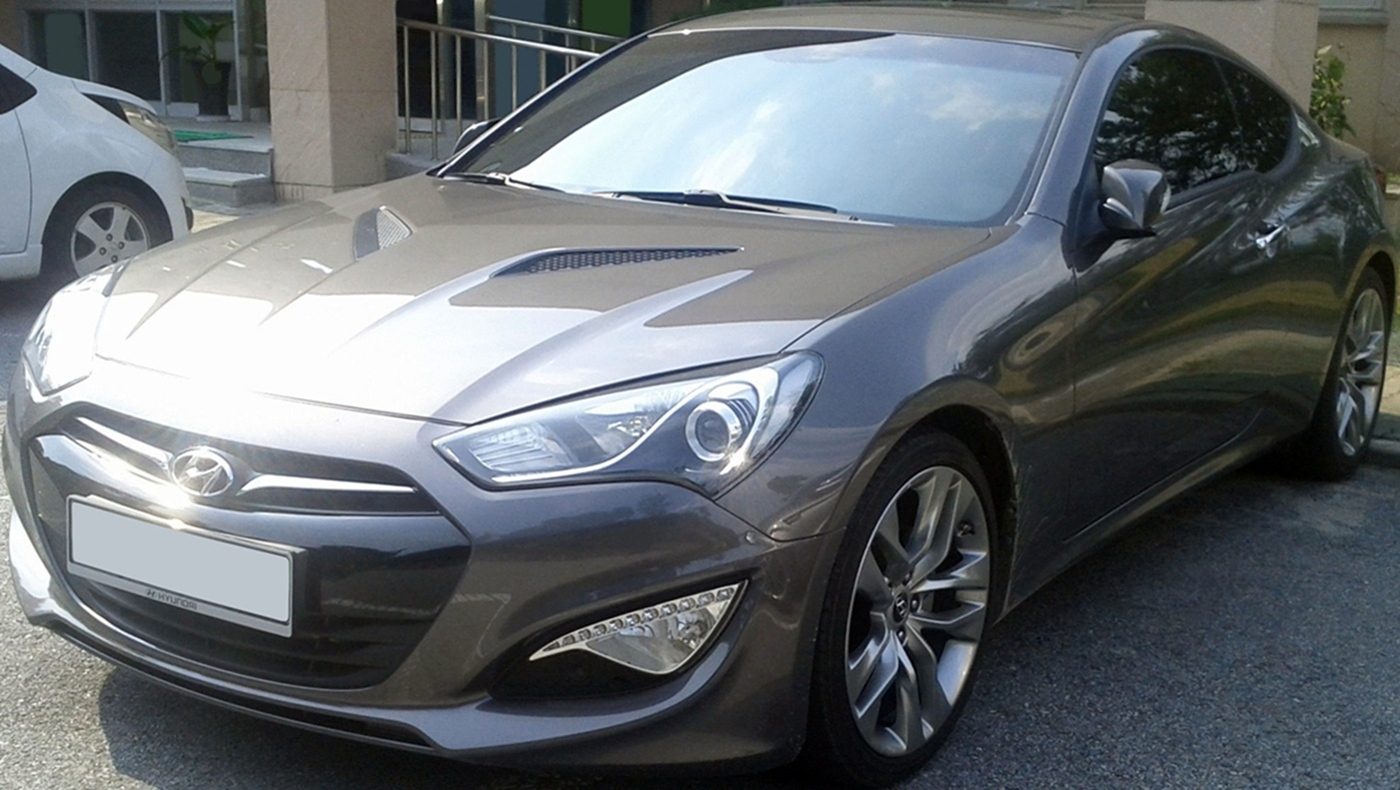
Genesis Coupé Facelift (2012–2016) in Magnetic Gray

Im August 2012 wurde dem Genesis Coupé ein Facelift zuteil. Das überarbeitete Modell wurde im März 2012 auf dem Internationalen Auto Salon Genf erstmals vorgestellt.
Dabei wurde die Front an das aktuelle Design der anderen Modelle im Hyundai-Programm angepasst. Es beinhaltete einen größeren Kühlergrill sowie leicht modifizierte Rückleuchten mit Leuchtdioden. Im Innenraum werden nun auch verfeinerte Materialien verwendet. Das Fahrwerk wurde ebenfalls überarbeitet, und die Leichtmetallräder bekamen ein neues Design.
- Hexagonal-Kühlergrill verleiht Sportwagen mehr Eigenständigkeit
- Xenon-Licht jetzt für beide Motorvarianten verfügbar
- Leistungsgewicht nochmals verbessert
- Detailverbesserungen bringen spürbar mehr Ergonomie
- Serienausstattung in der Neuauflage sinnvoll ergänzt
- Bis zu 28 Prozent mehr Power dank neuer Technik

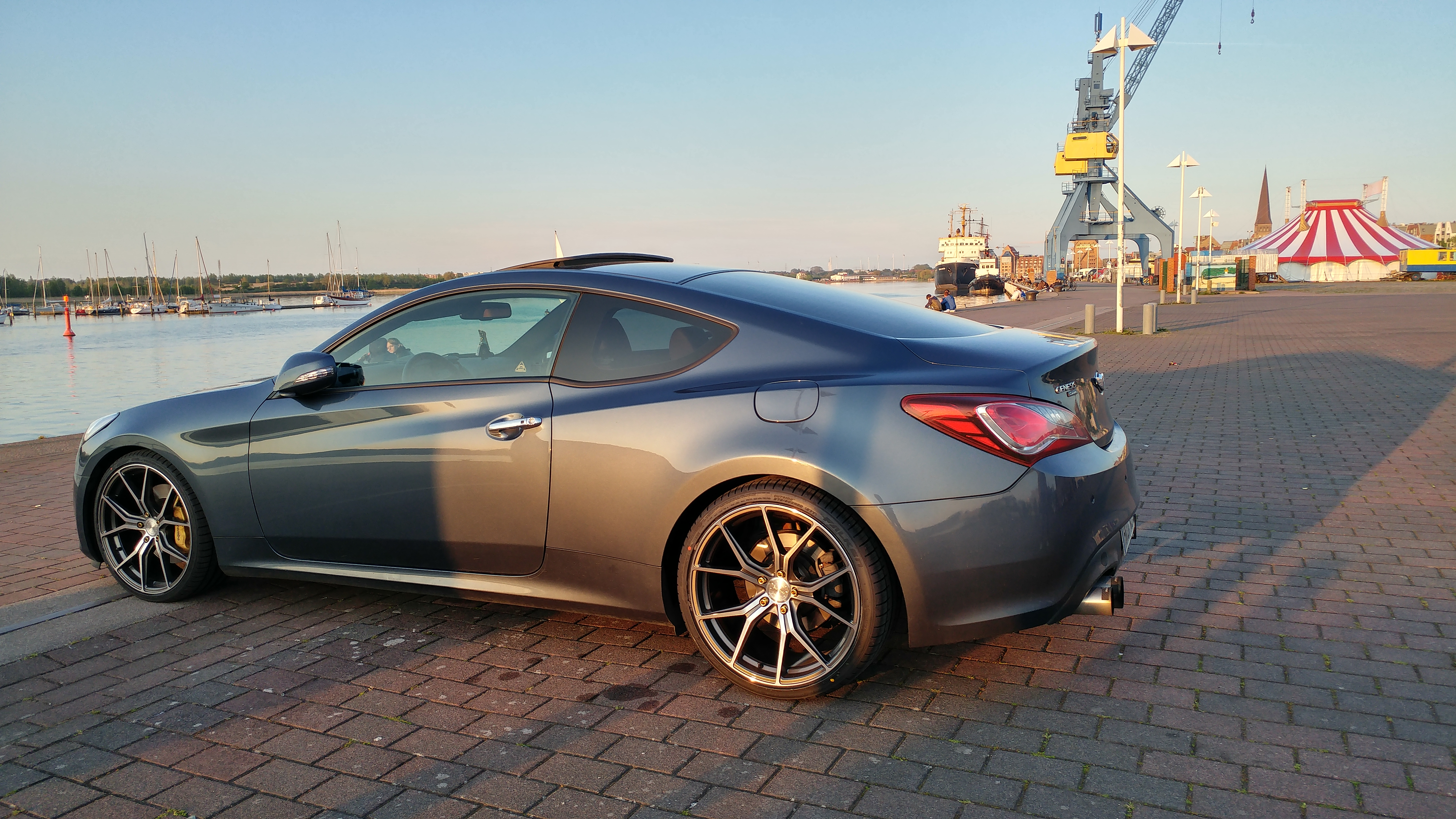
Getuntes Genesis Coupé Facelift mit leichter Tieferlegung und 20-Zoll-Felgen

Außerdem wurden die Leistungen der beiden Motoren dank Direkteinspritzung angehoben. Der 2,0-l-Turbo leistet nun maximal 202 kW (275 PS) zum Startpreis von 33.490 € und der 3,8-l-V6 sogar 255 kW (347 PS) zu einem Einstiegspreis von 39.600 €.
Neu ist eine von Hyundai selbst entwickelte und optional erhältliche Achtstufen-Automatik, die sich über Wippen am Lenkrad bedienen lässt ( 2.000 € ).
Dazu wurden zwei Zusatzpakete angeboten, welche beim V6 serienmäßig waren:
Licht-Paket ( 1.650 € )
- Xenon-Scheinwerfer
- Scheinwerferreinigungsanlage
- hochauflösende Tachometeranzeige
- Tür-Positionsbeleuchtung

Pluspaket ( 1.950 € )
- Smart-Key-System mit Start-Stop-Knopf
- Premium-Sound-System (8 Lautsprecher + Subwoofer + 6-fach-CD-Wechsler)
- Innenspiegel automatisch abblendend
- Sitzheizung vorn
- verchromte Türgriffe außen

In Europa wurde das überarbeitete Genesis Coupé von Oktober 2012 bis Ende 2013 angeboten. Danach wurde das Angebot aufgrund mangelnder Nachfrage in Europa vorerst eingestellt.

### Motorisierungen
| [ 21 ]                                  | 2.0T (03/2008 – 08/2012) | 2.0T (08/2012 – 09/2015)     | 2.0T (08/2012 – 09/2015)     | 3.8 (03/2008 – 08/2012)      | 3.8 (03/2008 – 08/2012)      | 3.8 GDi (08/2012 – 09/2015)  | 3.8 GDi (08/2012 – 09/2015)  |
| --------------------------------------- | ------------------------ | ---------------------------- | ---------------------------- | ---------------------------- | ---------------------------- | ---------------------------- | ---------------------------- |
| Motorbezeichnung (Typ-Schlüssel-Nummer) | 2,0 Theta MPi            | 2,0 Theta GDi (AFQ)          | 2,0 Theta GDi (AFQ)          | 3,8 Lambda                   | 3,8 Lambda                   | 3,8 l Lambda GDi (AFR)       | 3,8 l Lambda GDi (AFR)       |
| Hubraum (cm³)                           | 1998                     | 1998                         | 1998                         | 3778                         | 3778                         | 3778                         | 3778                         |
| Anzahl der Zylinder                     | 4                        | 4                            | 4                            | 6                            | 6                            | 6                            | 6                            |
| max. Leistung                           | 157 kW (214 PS)/6000     | 202 kW (275 PS) bei 6000/min | 202 kW (275 PS) bei 6000/min | 223 kW (303 PS) bei 6300/min | 223 kW (303 PS) bei 6300/min | 255 kW (347 PS) bei 6400/min | 255 kW (347 PS) bei 6400/min |
| max. Drehmoment                         | 302 Nm bei 1900–3500/min | 373 Nm bei 2000–4500/min     | 373 Nm bei 2000–4500/min     | 361 Nm bei 4700/min          | 361 Nm bei 4700/min          | 400 Nm bei 5300/min          | 400 Nm bei 5300/min          |
| Getriebe (RWD)                          | 6-Gang manuell           | 6-Gang manuell               | 8-Gang-Automatik             | 6-Gang manuell               | 6-Gang-Automatik(ZF)         | 6-Gang manuell               | 8-Gang-Automatik             |
| max. Geschwindigkeit (km/h)             | 222                      | 236                          | 235                          | 240                          | 240                          | 240                          | 260                          |
| Beschleunigung (0 – 100 km/h) (s)       | 8,0                      | 7,4                          | 7,2                          | 6,4                          | 6,3                          | 6,1                          | 5,9                          |
| Verbrauch (Stadt) (Liter/100 km)        | 13,5                     | 13,4                         | 14,0                         | 15,0                         | 14,8                         | 15,5                         | 15.1                         |
| Verbrauch (Autobahn) (Liter/100 km)     | 7,1                      | 7,1                          | 7,0                          | 7,6                          | 7,0                          | 7,8                          | 7,0                          |
| Verbrauch (kombiniert) (Liter/100 km)   | 9,5                      | 9,4                          | 9,6                          | 10,3                         | 9,9                          | 10,7                         | 10,0                         |
| CO2-Emission (kombiniert) (g/km)        | 220                      | 244                          | 235                          | 246                          | 235                          | 248                          | 235                          |
| Tank (Liter)                            | 65                       | 65                           | 65                           | 65                           | 65                           | 65                           | 65                           |
| Kraftstoff                              | Benzin                   | Benzin                       | Benzin                       | Benzin                       | Benzin                       | Benzin                       | Benzin                       |
| Leergewicht (kg)                        | 1570–1620                | 1589–1640                    | 1605–1656                    | 1613–1662                    | 1615–1664                    | 1623–1674                    | 1646–1697                    |
| Grundpreis (Deutschland in €)           | 29.990                   | 33.490                       | 35.490                       | 34.990                       | 36.965                       | 39.600                       | 41.600                       |

### Farben
| Prefacelift         | Facelift (Sonderlackierung 720 €) |
| ------------------- | --------------------------------- |
| Nordschleife Gray   | Casablanca White                  |
| Acqua Minerale Blue | Phantom Black                     |
| Karussell White     | Magnetic Gray                     |
| Circuit Silver      | Ibiza Blue                        |
| Silverstone         | Super Red                         |
| Mirabeau Blue       | Sterling Silver                   |
| Lime Rock Green     | Parabolica Blue                   |
| Bathurst Black      | Catalunya Copper                  |
|                     | Blue Shift                        |
|                     | Dynamic Yellow                    |

### Produktion
Quelle:
(BK, weltweit)
| Jahr:  | Gesamt  | 2016  | 2015  | 2014   | 2013   | 2012   | 2011   | 2010   | 2009   | 2008  |
| Stück: | 136.597 | 2.806 | 7.918 | 11.516 | 18.310 | 18.415 | 22.710 | 23.353 | 28.005 | 3.564 |

## Auszeichnungen
- Der Hyundai Genesis gewann den Titel North American Car of the Year 2009 mit 189 Punkten vor dem Ford Flex mit 180 Punkten und dem Volkswagen Jetta mit 131 Punkten.[23]
- 2009 erhielt der Genesis die Auszeichnung als kanadisches Auto des Jahres (Canadian Car of the Year) in der Kategorie „Best New Luxury Car“ unter 50.000 kanadische Dollar durch die Automobile Journalists Association of Canada (AJAC).[24]
- 2010 folgte die Auszeichnung „Top Safety Pick“ bei Crashtests des US-amerikanischen Insurance Institute for Highway Safety (IIHS)[25]